# کانی چیو
کانی چیو (انگلیسی: Connie Chiu؛ زاده ۱۹۶۹) یکی از مانکن های جذاب اهل هنگ کنگ است. چیو در هنگ کنگ به دنیا آمد و در کولون بزرگ شد.  فقدان مادرزادی رنگدانه در پوست و موهای او باعث شد برای جلوگیری از قرار گرفتن او در معرض آفتاب شدید هنگ کنگ و افزایش درد بیماری او، خانواده‌اش تصمیم گرفتن که در هفت سالگی به کشور سوئد به دلیل داشتن آب و هوای سرد نقل مکان کنند. 
این مدل هنگ کنگی دارای قد 1/68 متری است.  
کانی چیو برای اولین بار در سن 21 سالگی با مدلینگ آشنا شد، زمانی که خواهرش از او خواست در یکی از آخرین شوهایش مدل شود. پس از ارسال یک عکس سیاه و سفید برای طراح مد فرانسوی ژان پل گوتیه، او از او برای مدلینگ در نمایشگاه پاییز و زمستان 1994 خود دعوت کرد. در 25 سالگی، چیو برای عکاسان مد مانند تری ریچاردسون، پل برلی، هایدی نیمالا و مورتن اسمیت مدلینگ را آغاز کرد. چیو بعدها روزنامه نگاری خواند.